# 윤순
윤순(尹淳, 1680년(숙종 6년) ~ 1741년(영조 17년))은 조선시대 후기의 서예가, 문신이다. 자는 중화(仲和), 호는 백하(白下), 학음(鶴陰), 나계(蘿溪), 만옹(漫翁) 등이고, 본관은 해평(海平)이다. 윤두수의 5대손으로 그의 아들 윤훤의 4대손이다. 나경언의 고변과 관련된 윤급은 그의 사촌 동생이었고, 신임환국에 연루된 윤유는 그의 형이었다.
당색은 소론이다. 1713년(숙종 39년) 문과에 급제하여 벼슬은 공조판서에 이르렀다. 당시의 이름난 서예가로 송나라 미남궁체(米南宮體)를 완전히 터득했다. 서적으로는 <백하서첩(白下書帖)> <고려산적석사비(高麗山積石寺碑)> 등이 있다. 1728년(영조 5) 이인좌의 난 진압 직후 분무원종공신 1등(奮武原從功臣一等)에 책록되었다. 벼슬은 참봉, 정언, 부수찬, 사서, 교리, 북평사, 헌납, 부교리, 수찬, 이조좌랑, 겸문학, 응교, 겸보덕, 집의, 부응교, 사간, 수원부사, 병조참지, 승지, 대사성, 대사헌, 예문관제학, 이조참판, 호조참판, 도승지, 대제학, 이조판서, 한성부판윤, 공조판서, 수어사, 지경연사, 형조판서, 약방제조, 우참찬, 예조판서, 동지경연사, 좌참찬, 판의금부사, 함경도관찰사, 관상감제조, 지중추부사, 홍문관제학, 좌빈객, 경기도관찰사, 평안도관찰사 등을 지냈다.

## 기타
분무원공공신록의 글과 교서를 그가 직접 썼다.